# Diego Capel
Diego Ángel Capel Trinidad (Albox, 16 februari 1988) is een Spaans voetballer die bij voorkeur als middenvelder speelt. Capel debuteerde in 2008 in het Spaans voetbalelftal.

## Clubvoetbal
Capel werd op twaalfjarige leeftijd opgenomen in de jeugdopleiding van FC Barcelona, die hij na drie jaar verruilde voor die van Sevilla FC. Hier maakte hij op 23 oktober 2004 zijn officiële debuut in het eerste elftal, in een wedstrijd in de Primera División tegen Atlético Madrid. Hij was op dat moment zestien jaar oud. Capel bracht de volgende drie seizoenen voornamelijk door in het tweede elftal van Sevilla, met af en toe speelminuten in de hoofdmacht. Na het overlijden van Antonio Puerta in augustus 2007 schoof hij definitief door naar het eerste elftal. Capel speelde tot en met 2011 meer dan honderd wedstrijden in de Primera División voor Sevilla. Ook speelde hij met de club in zowel de UEFA Champions League als de UEFA Europa League. Hij won in 2007 de Supercopa met de club en in het seizoen 2009/10 de Copa del Rey.
Capel verruilde Sevilla in juli 2011 voor Sporting Lissabon. Hiervoor speelde hij in de volgende vier seizoenen net geen honderd wedstrijden in de Primeira Liga. Sportief hoogtepunt in deze tijd was het seizoen 2013/14, waarin hij met Sporting als tweede eindigde op de ranglijst. Een jaar later won hij de Taça de Portugal met de club.
Capel tekende in augustus 2015 een contract tot medio 2017 bij Genoa CFC, de nummer zes van de Serie A in het voorgaande seizoen. Hiervoor speelde hij dat jaar 21 van de 38 competitiewedstrijden. Hij tekende in augustus 2016 vervolgens een contract tot medio 2018 bij RSC Anderlecht, de nummer twee van België in het voorgaande jaar. Eind augustus 2017 werd zijn contract ontbonden. Pas een jaar later vond hij in Extremadura UD een nieuwe club.

## Statistieken
| Seizoen | Club              | Competitie         | Duels | Doelp. |
| ------- | ----------------- | ------------------ | ----- | ------ |
| 2004/05 | Sevilla FC        | Primera División   | 3     | 0      |
| 2005/06 | Sevilla FC        | Primera División   | 4     | 0      |
| 2006/07 | Sevilla FC        | Primera División   | 0     | 0      |
| 2007/08 | Sevilla FC        | Primera División   | 31    | 3      |
| 2008/09 | Sevilla FC        | Primera División   | 32    | 2      |
| 2009/10 | Sevilla FC        | Primera División   | 29    | 1      |
| 2010/11 | Sevilla FC        | Primera División   | 27    | 0      |
| 2011/12 | Sporting Lissabon | Primeira Liga      | 26    | 4      |
| 2012/13 | Sporting Lissabon | Primeira Liga      | 26    | 5      |
| 2013/14 | Sporting Lissabon | Primeira Liga      | 26    | 1      |
| 2014/15 | Sporting Lissabon | Primeira Liga      | 21    | 0      |
| 2015/16 | Genoa CFC         | Serie A            | 21    | 0      |
| 2016/17 | RSC Anderlecht    | Eerste klasse      | 15    | 1      |
| 2018/19 | Extremadura UD    | Segunda División A | 14    | 0      |
| Totaal  | Totaal            | Totaal             | 263   | 13     |

## Nationaal elftal
Capel won in juli 2006 met Spanje -19 het EK -19 in Polen, samen met onder anderen toenmalig José Ángel Crespo. Op het EK bereikte Spanje de finale door in de groepsfase Turkije (5-3), Schotland (4-0) en Portugal (1-1) achter zich te houden en in de halve finale van Oostenrijk te winnen (5-0). In de finale werd met 2-1 gewonnen van Schotland, door twee doelpunten van Alberto Bueno. Capel was basisspeler op het toernooi. In 2004 was hij al verliezend finalist op het EK -17. In 2007 nam Capel met een Spaanse selectie deel aan het WK -20 in Canada. Hij scoorde in de eerste groepswedstrijd, tegen Uruguay. In juni 2011 werd Capel met Spanje -21 Europees kampioen op het EK -21.
Capel debuteerde op 20 augustus 2008 in het Spaans nationaal elftal, tijdens het oefenwedstrijd tegen Denemarken. Hij viel die dag in de tweede helft in voor David Silva.

## Erelijst
| Competitie            |         |         |         |         |
| Competitie            | Aantal  | Jaren   |         |         |
| Sevilla               | Sevilla | Sevilla | Sevilla | Sevilla |
| --------------------- | ------- | ------- | ------- | ------- |
| Copa del Rey          | 1x      | 2009/10 |         |         |
| Supercopa             | 1x      | 2007    |         |         |
| Sporting Lissabon     |         |         |         |         |
| Taça de Portugal      | 1x      | 2014/15 |         |         |
| Spanje -21            |         |         |         |         |
| Europees kampioen -21 | 1x      | 2011    |         |         |
| Spanje -19            |         |         |         |         |
| Europees kampioen -19 | 1x      | 2006    |         |         |